# Maldición del faraón

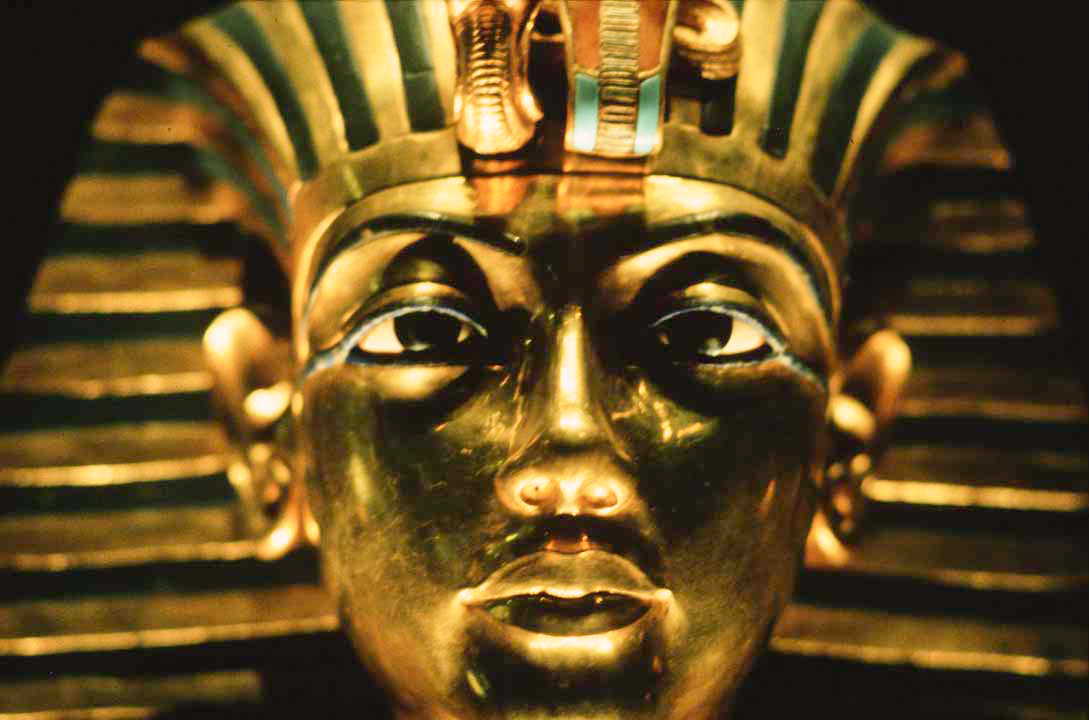
Máscara funeraria de Tutankamón.

La maldición del faraón es la creencia que se basa en que cualquier persona que moleste a la tumba de un faraón del Antiguo Egipto cae en una maldición por la que morirá en poco tiempo. Existía la creencia de que las tumbas de los faraones tenían maldiciones escritas en ellas o en sus alrededores, advirtiendo a aquellos que las vieran para que no entrasen. La maldición asociada al descubrimiento de la tumba del faraón de la XVIII dinastía Tutankamón es la más famosa en la cultura occidental. Muchos autores (incluido el propio descubridor de la tumba, Howard Carter) niegan que hubiese una maldición escrita, pero algunos investigadores del caso aseguran que Howard Carter encontró en la antecámara un ostracon de arcilla o un sello en la pared, cuya inscripción decía: «La muerte golpeará con su miedo a aquel que turbe el reposo del faraón», así es lo que cuenta esta historia.

## La maldición de Tutankamón
A principios del siglo XIX la mayor parte de la historia del antiguo Egipto era desconocida para la mayoría de la población. Poco se sabía de aquella época, y menos aún de la mayor parte de los faraones egipcios.
Aunque se asocien las Pirámides de Egipto con los enterramientos de los faraones, lo cierto es que solo se usaron en el Antiguo Egipto entre las dinastías III (2650 a. C.) y XIII (1750 a. C.), pero ya en la dinastía XVIII (1300 a. C.) se prefería excavar grandes tumbas con varias salas en el interior de parajes escarpados (Valle de los Reyes). Estas salas se decoraban y llenaban de valiosos objetos y en ellas se depositaba el cuerpo embalsamado de los faraones, dentro de un sarcófago.
La tumba de Tutankamón de la dinastía XVIII permaneció oculta e intacta durante más de tres mil años. Existen evidencias de que fue saqueada y luego restaurada en los meses posteriores a su enterramiento, pero el cambio de dinastía, y la tierra desplazada de los desescombros de otras tumbas próximas provocó que un siglo después del enterramiento de Tutankamón, el emplazamiento de su tumba o incluso la misma existencia del faraón hubieran sido olvidados. Los ladrones de tumbas de las dinastías XIX y XX incluso llegaron a construir algunas cabañas encima de la tumba sin sospechar de su existencia.

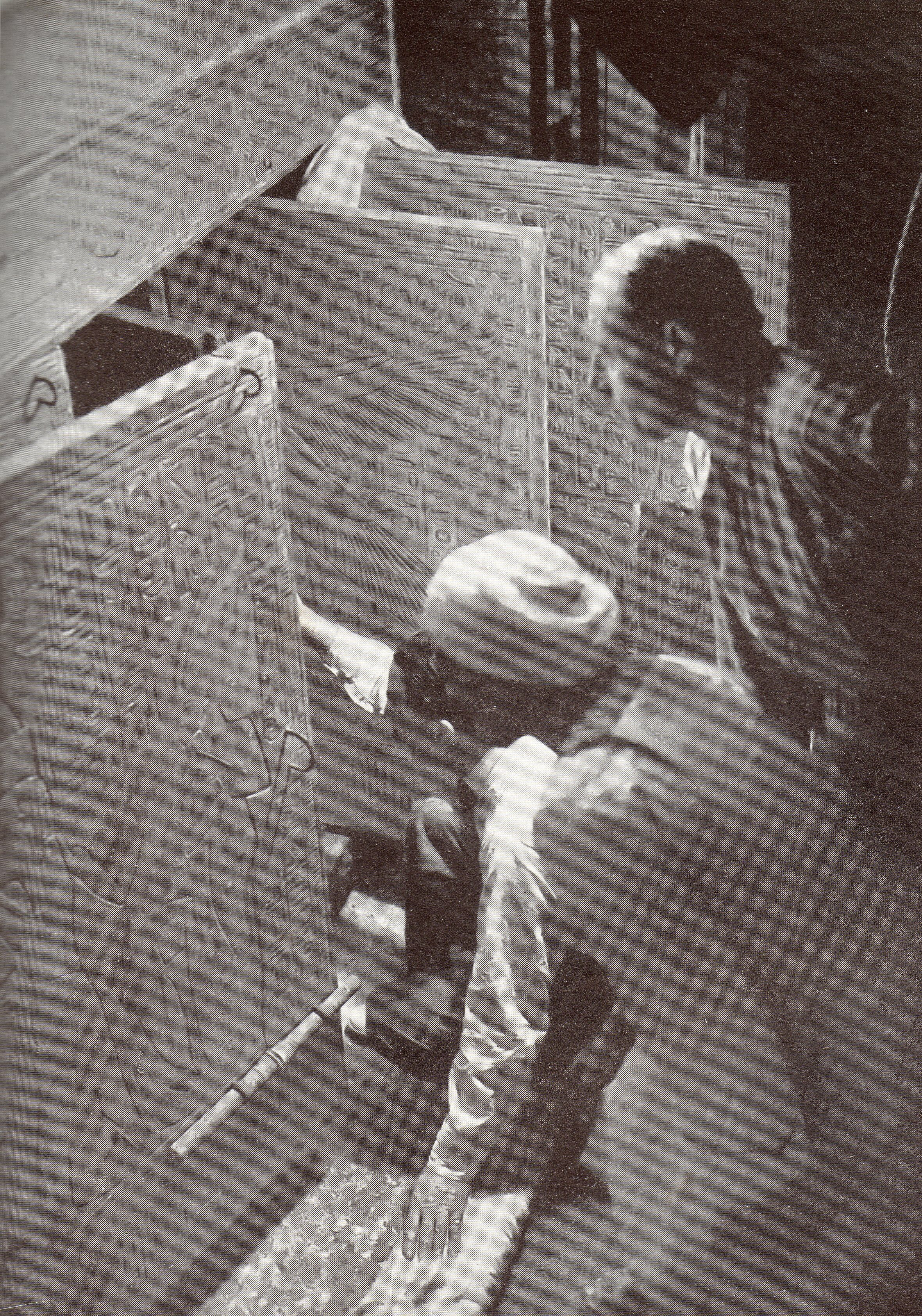
Momento en el que Howard Carter descubre el sarcófago.

### Hallazgo de la tumba
En la década de los años 1920, el egiptólogo Howard Carter descubrió la existencia de un faraón de la XVIII dinastía hasta entonces desconocido, y convenció a Lord Carnarvon para que financiase la búsqueda de la tumba que se suponía intacta en el Valle de los Reyes. El 4 de noviembre de 1922 se descubrieron los escalones que descendían hasta una puerta que aún mantenía los sellos originales. El 26 de noviembre, en presencia de la familia de Lord Carnarvon, se hizo el famoso agujero en la parte superior de la puerta por la que Carter introdujo una vela y vio, según sus palabras, «cosas maravillosas». La tumba, luego catalogada como KV62, resultó ser la del faraón Tutankamón y es la mejor conservada de todas las tumbas faraónicas encontradas hasta la fecha. Permaneció prácticamente intacta hasta nuestros días hasta el punto que cuando Carter entró por primera vez en la tumba pudo fotografiar unas flores secas de dos mil años atrás que se desintegraron en seguida. Después de catalogar todos los tesoros de las cámaras anteriores, Carter llegó a la cámara real donde descansaba el sarcófago del faraón desde hacía tres mil años. Y entonces empezaron a morir personas que habían visitado la tumba, lo cual es conocido popularmente como la Maldición de Tutankamón.

#### Primeras muertes
Hay que recordar que Lord Carnarvon había sufrido un grave accidente de coche unos años antes, que le había afectado entre otras cosas a los pulmones, y vivía en Egipto porque el clima más seco era mejor para su salud.
En marzo de 1923, cuatro meses después de abrir la tumba, Lord Carnarvon fue picado por un mosquito y poco después se cortó la picadura mientras se afeitaba, causándole una septicemia que se extendió por todo el cuerpo. Una neumonía (infección pulmonar) atacó mortalmente a Lord Carnarvon (en un tiempo en que no existía la penicilina ni otros antibióticos, solo le aplicaron suero a un hombre que ya padecía problemas pulmonares), que murió la noche del 5 de abril. 
Se cuenta (y no hay confirmación ninguna de estos hechos) que a la misma hora de su muerte la perra de Lord Carnarvon, Susie, aulló y cayó fulminada en su castillo de Highclere. También dijeron que cuando Lord Carnarvon murió, en El Cairo hubo un gran apagón que dejó a oscuras la ciudad, pero momentos después regresó, en ese momento los familiares en el hotel se comunicaron con la empresa de electricidad sin recibir explicación del extraño fenómeno (nuevamente no hay constancia documental de este apagón).
Poco más necesitó la prensa inglesa para airear las leyendas de la maldición de los faraones. Incluso algunos afirmaron que en un muro de las antecámaras estaba escrito: «La muerte golpeará con su velo a aquellos que osen perturbar el reposo del faraón», aunque en realidad esta frase nunca apareciese en las detalladas notas de Carter (hay que recordar que le costó 10 años vaciar la tumba por la gran meticulosidad que aplicaba en todo) y el muro fue derribado para entrar en la tumba. Sir Arthur Conan Doyle se declaró creyente en la maldición (su esposa era médium y él gran defensor del espiritismo, ver su pugna con Houdini), la escritora Marie Corelli (conocida por sus ideas místicas) afirmó tener un manuscrito árabe que hablaba de la maldición (del que no se tenía constancia entonces ni se tiene actualmente) y el arqueólogo Arthur Wiegall publicó oportunamente un libro sobre la maldición de los faraones.
A la muerte de Lord Carnarvon siguieron varias más. Su hermano Audrey Herbert, que estuvo presente en la apertura de la cámara real, murió inexplicablemente en cuanto volvió a Londres. Arthur Mace, el hombre que dio el último golpe al muro para entrar en la cámara real, murió en El Cairo poco después, sin ninguna explicación médica. Sir Douglas Reid, que radiografió la momia de Tutankamon, enfermó y volvió a Suiza donde murió dos meses después. La secretaria de Carter murió de un ataque al corazón, y su padre se suicidó al enterarse de la noticia (lo incluyeron en la maldición a pesar de no estar relacionado con la tumba ni haberla visitado). Un profesor canadiense que estudió la tumba con Carter murió de un ataque cerebral al volver a El Cairo.
Al proceder a la autopsia de la momia se encontró que justo donde el mosquito había picado a Lord Carnarvon, Tutankamón tenía una herida (otra cuestión muy dudosa ya que no hay referencias conocidas). Este hecho disparó aún más la imaginación de los periodistas, que incluso dieron por muertos a los participantes en la autopsia. En realidad, excepto el radiólogo, los demás miembros del equipo vivieron durante años sin problemas, incluido el médico principal. El mismo descubridor de la tumba, Howard Carter, murió de cáncer pero años después, luego de haber terminado el trabajo en la tumba.
A principio de la década de los 30, los periódicos atribuían hasta treinta muertes a la maldición del faraón, se llegó a decir que Carter había muerto, ya que encontraron una esquela de alguien con su nombre en un periódico, cosa que el mismo demostró no era cierta pues seguía vivo. Aunque muchas de ellas eran exageraciones, la casualidad parecía insuficiente para explicar las demás (aunque muchas veces olvidamos que la ciencia médica actual ha avanzado infinitamente sobre la de esa época, la penicilina comenzó a usarse en hospitales en los años 40). La falta de más escándalos y muertes extrañas disipó poco a poco el interés de los periodistas los siguientes treinta años. 

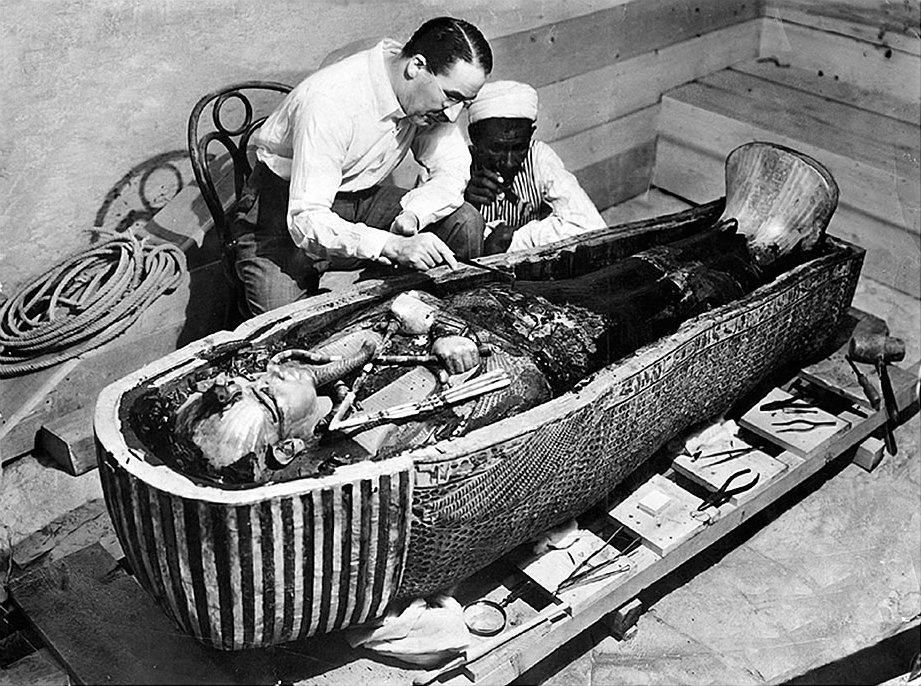
Howard Carter ante el sarcófago.

### La maldición regresa
En las décadas de 1960 y 1970 las piezas del Museo Egipcio de El Cairo se trasladaron a varias exposiciones temporales organizadas en museos europeos. Los directores del museo de entonces murieron poco después de aprobar los traslados, y los periódicos ingleses también extendieron la maldición sobre algunos accidentes menores que sufrieron los tripulantes del avión que llevó las piezas a Londres.
La última víctima atribuida a la maldición fue Ian McShane, ya que poco antes de comenzar la filmación de la película de 1980 La maldición de Tutankamon protagonizada por Raimond Burr en donde participaba en un papel secundario, su coche se salió de la carretera y se rompió gravemente una de las piernas debiendo ser reemplazado en la película.

## Explicaciones de la maldición
La explicación más común a la maldición de los faraones es que fue una creación de la prensa sensacionalista de la época. Un estudio mostró que, de las 58 personas que estuvieron presentes cuando la tumba y el sarcófago de Tutankamón fueron abiertos, sólo ocho murieron en los siguientes doce años. Todos los demás vivieron más tiempo, incluyendo al propio Howard Carter que murió en 1939. El médico que hizo la autopsia a la momia de Tutankamon vivió hasta los 75 años.
Algunos han especulado con que un hongo mortal podría haber crecido en las tumbas cerradas y haber sido liberado cuando se abrieron al aire. Arthur Conan Doyle, autor de las novelas detectivescas de Sherlock Holmes, fomentó esta idea y especuló con que el moho tóxico había sido puesto deliberadamente en las tumbas para castigar a los ladrones de tumbas.
Aunque no hay pruebas de que tales patógenos fuesen responsables de la muerte de Lord Carnarvon, y recordemos que en esa época se moría de cualquier infección al no existir los antibióticos, tampoco hay duda de que sustancias peligrosas pueden acumularse en tumbas antiguas. Estudios recientes de antiguas tumbas egipcias abiertas en la actualidad que no han estado expuestas a los contaminantes modernos hallaron bacterias patógenas de los géneros Staphylococcus y Pseudomonas, así como los mohos Aspergillus niger y Aspergillus flavus. Además, las tumbas recién abiertas se convierten a menudo en refugio para los murciélagos, cuyo guano puede transmitir la histoplasmosis. Sin embargo, a las concentraciones halladas típicamente, estos patógenos sólo suelen ser peligrosos para personas con sistemas inmunológicos debilitados. Las muestras de aire tomadas del interior de un sarcófago sellado mediante un agujero perforado, tenían altos niveles de amoníaco, formaldehído y ácido sulfhídrico que, si bien son gases tóxicos, también resultan fáciles de detectar en concentraciones peligrosas por su fuerte olor.
Howard Carter, el principal «implicado», murió el 2 de marzo de 1939 a los 64 años, de muerte natural, 17 años después. Su frase preferida cuando le hablaban de la «maldición», era: «Todo espíritu de comprensión inteligente se halla ausente de esas estúpidas ideas.» Y añadía:

Los antiguos egipcios, en lugar de maldecir a quienes se ocupasen de ellos, pedían que se los bendijera y dirigiesen al muerto deseos piadosos y benévolos... Estas historias de maldiciones, son una degeneración actualizada de las trasnochadas leyendas de fantasmas... El investigador se dispone a su trabajo con todo respeto y con una seriedad profesional sagrada, pero libre de ese temor misterioso, tan grato al supersticioso espíritu de la multitud ansiosa de sensaciones.